# Jeschiwisch
Jeschiwisch (jiddisch ישיביש; englisch Yeshivish), auch Jeschiwa-Englisch und Jeschiwische Reid ("jewischische Sprache"), ist ein von Jeschiwastundenten gesprochener englischer Soziolekt mit grammatischen Irregularitäten und aus dem Jiddischen und weiteren jüdisch-semitischen Sprachen (neben dem Jiddischen vor allem aus mischnischem Hebräisch (Mittelhebräisch), jüdisch-babylonischem Aramäisch und zuweilen Neuhebräisch) entlehnten Begriffen. Ein Sprecher nutzt aus diesen Sprachen entlehnte Wörter entweder aus kulturellen Gründen oder aus Unkenntnis des englischen Ausdrucks.
Der Begriff Jeschiwisch selbst ist vermutlich ein Kofferwort aus den englischen Wörtern Yeshiva und English, könnte aber auch schlichtweg Yeshiva mit Adjektivsuffix -ish, deutsch -isch, sein.

## Usus
Jeschiwisch wird hauptsächlich von Männern gesprochen, da sie traditionellerweise jene sind, die zum Torastudium in die Jeschiwa kommen. So kommt es auch, dass auch in Orten außerhalb der Jeschiwa eher mit potentiellen Jeschiwastudenten Jeschiwisch gesprochen wird, vor allem charedischen Juden. Frauen haben einen milderen "Akzent", der vor allem die generelle Phonologie des Jeschiwischen aufgreift, nicht aber viele talmudische Lehnwörter. Dieser jeschiwische Akzent ähnelt verschiedenen osteuropäischen und newyork'schen Sprechweisen. Hervorzuheben ist die Häufigkeit des Phonems /x/ in vielen Wörtern hebräischen, aramäischen oder jiddischen Ursprungs.
Einige Beobachter sagen voraus, dass die Variante des Englischen sich zu einer jüdischen Hybridsprache entwickeln könnte wie Jiddisch zum Mittelhochdeutschen, Judäo-Spanisch zum Kastilischen oder Judäo-Arabisch zum Arabischen, welche allesamt eine Mischung der Vernakularsprache des Landes und aus Hebräisch, Aramäisch und jüdischen tradierten Begriffen darstellten. Da aber die meisten amerikanischen Juden auch Kontakt zu Nichtjuden haben, könnte eine Entfernung von der hochamerikanischen Sprache langsamer vonstattengehen als in der Vergangenheit, z. B. in den jüdischen Ghettos Europas.

## Wissenschaftliche Untersuchung
Es gibt nur wenige Arbeiten über das Jeschiwische. Zuerst sei eine Masterarbeit von Steven Ray Goldfarb (Texas-Universität in El Paso, 1979) namens "A Sampling of Lexical Items in Yeshiva English" aufzuführen. Diese Arbeit nennt und definiert 250 jeschiwische Wörter bei Angabe von Beispielen. Ein weit umfassendere Werk ist Frumspeak: The First Dictionary of Yeshivish von Chaim Weiser, veröffentlicht 1995. Weiser behauptet darin, dass Jeschiwisch weder Pidgin-, Kreol- oder eine unabhängige Sprache ist noch englischer Jargon. Baumel folgert 2006, dass Jeschiwisch sich vor allem in der Phonologie, des Lexik und der Syntax vom Englischen unterscheidet.
Sahra Benor erläutert 2012 jeschwische Charakteristika, und Dovid Katz beschreibt Jeschiwisch in Words on Fire: the Unfinished Story of Yiddish (2004) als einen "neuen Dialekt des Englischen", der "im Alltag zur Vernakularsprache einiger […] Kreise in Amerika und anderswo wird". Samuel Heilman (2006) und andere bezeichnen Codeswitching als wichtigen Aspekt des Jiddischen. Und obzwar Alan S. Kaye 1991 Anglophone nicht des Codeswitchings zeiht, so hält er doch die Begriffe "Jiddisch-Englisch" oder "jiddisiertes Englisch" ("Jinglisch") für passender.